# Kernowita
La kernowita és un mineral de la classe dels fosfats. Rep el nom de Kernow, el nom en llengua còrnica per a Cornualla, on es troba la seva localitat tipus.

## Característiques
La kernowita és un arsenat de fórmula química Cu₂Fe³⁺(AsO₄)(OH)₄(H₂O)₄. És l'anàleg de Fe3+ de la liroconita. Antigament, els cristalls verds de liroconita es consideraven una varietat rica en ferro, fins l'aprovació de la kernowita, considerada un terme extrem de la sèrie amb la liroconita. Va ser aprovada com a espècie vàlida per l'Associació Mineralògica Internacional l'any 2020, sent publicada en el mes de maig de 2021. Cristal·litza en el sistema monoclínic.
Les mostres que van servir per a determinar l'espècie, el que es coneix com a material tipus, es troben conservades a les col·leccions del Museu d'Història Natural de Londres (Anglaterra), amb els números de registre: bm1964 i r8908.

## Formació i jaciments
Va ser descoberta en un antic exemplar de museu, provinent de Wheal Gorland, a St Day (Cornualla, Anglaterra). Aquest indret és l'únic a tot el planeta on ha estat descrita aquesta espècie mineral.